# Guéckédougou
Guéckédougou vagy Guéckédou város Guinea déli részén, a Guineai-felvidék erdős területén, a Sierra Leone-i és a libériai határ közelében. Fontos kereskedelmi központ a Kissidougouba, Macentába és a Sierra Leone-i Kailahunba vezető utak találkozásánál. A város a nagy, hetenként megtartott piaci vásárairól nevezetes – elsősorban rizzsel, kávéval, kóladióval, pálmaolajjal és pálmamaggal kereskednek –, ahová Dél-Guineából, Sierra Leonéból, Libériából és Elefántcsontpartból is érkeznek kereskedők. Guéckédougou jelentőségét növeli pálmaolaj-feldolgozó üzeme, szappangyára, állami kórháza, valamint az, hogy a nagyrészt muzulmán vallású Guineán belül ebben a városban római katolikus misszió működik.
Lakóinak többsége a kisszi néphez tartozik. A város népessége az 1983-ban közzétett népszámlálási eredmények alapján 31 641 fő volt. Az 1996-os népszámlálás eredményei szerint a várost akkor már 79 140-en lakták, Guéckédou-Centre alprefektúrát pedig 85 457-en. A legutóbbi népszámlálás eredményének előzetes becslése szerint, melyet 2014 márciusában tettek közzé, a város lakossága 63 000 fő körül várható, míg az alprefektúráét már meghatározták: 67 258 fő.
A lakosság nagymértékű növekedése a 2000-ben és 2001-ben lezajlott Sierra Leone-i és a 2008-as második libériai polgárháborút követően következett be.[forrás?] A város mindkét polgárháború során harci cselekmények középpontjává vált.
2007. február 12-én a város rendőrségi épületét kifosztották az akkori guineai elnök, Lansana Conté elleni meg-megújuló tiltakozások és sztrájkok alatt.
2014. június 11-i közlemény szerint a Nemzetközi Vöröskereszt guéckédougoui szervezetének önkéntesei is segítenek a 2014-es nyugat-afrikai Ebola-járvány megfékezésében. Az Egészségügyi Világszervezet (WHO) 2014. június 22-i közleménye szerint a városban addig 227 megbetegedés és 173 haláleset történt az Ebola-járványhoz köthetően. A közlemény időpontjában a város ebolás betegeket kezelő központjaiban (angolul: Ebola Virus Disease Treatment Centers) 11 ebolás beteg tartózkodott, 527 embert pedig kötelező jelleggel egy 21 napon át tartó orvosi megfigyelésnek vetettek alá, mivel ebolás betegekkel is érintkeztek, így elkaphatták a megbetegedést.

## Fordítás
Ez a szócikk részben vagy egészben  a   Guéckédougou című angol Wikipédia-szócikk ezen változatának fordításán alapul.  Az eredeti cikk szerkesztőit annak laptörténete sorolja fel. Ez a jelzés csupán a megfogalmazás eredetét és a szerzői jogokat jelzi, nem szolgál a cikkben szereplő információk forrásmegjelöléseként.